# Amnye Machen-instituut
Het Amnye Machen-instituut (AMI) is een instelling die onderzoek doet naar en publiceert over de Tibetaanse cultuur, geschiedenis, samenleving en politiek. Het instituut stelt zich ten doel aandacht te besteden aan die aspecten van de Tibetaanse samenleving die zowel in Tibetaanse kring als daarbuiten relatief weinig aandacht krijgen, zoals de positie van vrouwen en de seculiere aspecten van de cultuur. Het instituut is gevestigd in Dharamsala in India en is genoemd naar Amnye Machen (vertaald: Grootvader Machen), de belangrijkste bergketen in Noordoost-Tibet.
Het instituut werd in 1992 opgericht door vier Tibetanen in ballingschap: Tashi Tsering, Pema Bhum, Lhasang Tsering en Jamyang Norbu. De oprichting werd mede gefinancierd door Tenzin Gyatso, de veertiende dalai lama.
Het instituut publiceert boeken en periodieken, waaronder een aantal jaren het tijdschrift Mangtso (democratie in het Tibetaans). Het besloot hiermee in 1996 te stoppen. Daarnaast publiceert het AMI onder andere het tijdschrift Lungta (paarden van de wind in het Tibetaans).
Directeur Tashi Tsering van het instituut werd naast historicus en tibetoloog Tsering Shakya geïnterviewd om de productie van de Zwitserse film Angry Monk mogelijk te maken.
Het instituut won in 1994 en 1996 de Vrijheidsprijs van de Deense Poul Lauritzen-Stichting.